# 바다가 하는 말
《바다가 하는 말》은 2006년 8월 19일에 MBC에서 방영한 베스트극장이다.

## 등장 인물

### 주요 인물
- 손태영 : 피바다 역
- 강지섭 : 이기영 역
- 김지유 : 고현영 역 - 바다의 절친한 친구, 아나운서, 기영의 애인

### 주변 인물
- 이재용 : 피정우 역 - 바다의 아버지
- 최란 : 박명순 역 - 바다의 어머니
- 이민혁 : 피상혁 역 - 바다의 동생, 법대생

### 그 외 인물
- 이종구
- 강은화
- 정선은
- 박상오
- 최효현

### 특별출연
- 김영철 : 바다의 맞선남 역